# Bacon Martini
Il bacon Martini, anche conosciuto come bacontini, pig on the rocks e bloody bacon Martini, è un cocktail contenente vodka al bacon.

## Storia
L'invenzione del bacon Martini risale al 1998, ed è contesa fra Sang Yoon, proprietario del gastropub Father's Office di Santa Monica, e da P. Moss del Double Down Saloon di Las Vegas. Il bacon Martini di Yoon conteneva pancetta stagionata e aromatizzata con le bacche di ginepro, mentre quello di Moss sapeva di noci pecan.

## Caratteristiche
Il bacon Martini è un cocktail alcolico a base di vodka al bacon e una guarnizione che può consistere in una striscia di pancetta od olive. Il sapore del drink è simile a quello del vodka Martini, ma la presenza della pancetta gli conferisce un gusto più piccante e salato. Secondo quanto riportò il proprietario di un saloon, il gusto "unico" della bevanda è dovuto al fatto che la vodka si mischierebbe con il grasso della carne di maiale.

## Preparazione
Per fare un Martini al bacon, la vodka deve essere preparata in anticipo attraverso un processo chiamato fat washing ("lavaggio del grasso"), che consiste nel marinare delle strisce di pancetta cotta nella vodka eliminando intanto il grasso. La bevanda è pronta quando il liquido raggiunge cremosità e opacità ideali. In seguito, si possono aggiungere delle fette di bacon e/o altri ingredienti a piacere per decorare e insaporire il cocktail. Il bacon Martini può essere miscelato con del Bloody Mary, e qualcuno lo prepara filtrando il liquore usando il ghiaccio.

## Accoglienza
Il bacon Martini ha ricevuto giudizi controversi. Benché non manchino gli estimatori della bevanda (una persona ghiotta di pancetta definì il bacon Martini "soddisfacente e delizioso a molti livelli"), alcuni dichiararono ironicamente che il suo sapore ricorda quello dell'olio di motore della Castrol, mentre Brian Niemietz di New York Post disse che è un "abominio" capace di "sconvolgerci e farci arrabbiare". Un club di San Francisco vendeva martini al bacon usando il bourbon al posto della vodka (quindi trattasi di un Mitch Morgan), sostenendo che la vodka assorbe troppo il sapore della pancetta affumicata.